# Adalberto Gallardo Flórez
Adalberto Gallardo Flórez (San Andrés, 18 de septiembre de 1921 -Bogotá, 22 de diciembre de 2010) fue un médico y político colombiano que se desempeñó como Intendente (Gobernador) de San Andrés y Providencia entre 1962 y 1965.

## Reseña biográfica
Nació el 18 de septiembre de 1921, hijo del comerciante cartagenero Julio E. Gallardo de Armas y de Eliza Flórez Pulido. Realizó su educación primaria en el Colegio de la Sagrada Familia, en San Andrés, y realizó sus estudios secundarios en Cartagena y en Bogotá. En esta última ciudad ingresó a la Facultad de Medicina de la Universidad Nacional, de donde se graduó de Doctor en Medicina y Cirugía en 1948.
Estudió un posgrado en Cirugía en Buenos Aires en el Hospital Rawson de Buenos Aires, para después trasladarse a Nueva York a estudiar Cirugía General en el Hospital Memorial. Una vez regresó a Colombia, ejerció su profesión en Bogotá, en el Hospital San Juan de Dios, en el cual fue residente de traumatología, ortopedia y cirugía de urgencias. En 1949 regresó a las islas como uno de los 4 médicos que había allí. Entre 1957 y 1962 fue Director del Hospital Santander y trajo el primer equipo de rayos X a las islas. Fue profesor de Anatomía en el Colegio Bolivariano.
Entre 1949 y 1961 se desempeñó como Director de Salud de la Intendencia de San Andrés y Providencia, asumiendo en 1962 el cargo de Intendente de San Andrés, cargo que ejerció hasta 1965. Siendo Intendente, desecó unos pantanos sobre los cuales construyó los escenarios deportivos de la Intendencia; así mismo, el 19 de enero de 1965 las instalaciones de la Intendencia (El Gobierno Local) sufrieron un devastador incendio que provocó la destrucción total del edificio y de las mercancías que estaban apresadas en el puerto. El incendio trajo como consecuencia la destrucción total de los registros de propiedad de tierras de las islas, lo cual conllevó a la apropiación masiva de las propiedades de los locales por parte de particulares. Hasta el día de hoy sigue sin esclarecerse el origen de la conflagración.
Entre 1970 y 1974 fue Representante a la Cámara por la Intendencia y entre 1982 y 1983 fue Secretario General del Ministerio de Salud durante el mandato de Belisario Betancur.
En 1972 fundó la emisora de radio La Voz de las Islas, que sería uno de los principales medios de comunicación de la isla hasta su cierre por la Policía en 2014, pues había perdido la licencia del Ministerio de Comunicaciones en 2009.
Miembro de la Sociedad Colombiana de Cirugía, del Colegio Médico de San Andrés y de la Federación Médica Colombiana, recibió las condecoraciones Placa al ciudadano que más ha contribuido al progreso del archipiélago de la Misión Bautista Colombo-Americana, Condecoración Club Médico de Colombia, Bandeja al Médico de la Caja de Previsión Social, Medalla de la Defensa Civil Colombiana, Medalla por Servicios Distinguidos Club de Leones Internacional, Condecoración Gobernación Departamento de San Andrés y Providencia, Condecoración Asamblea Departamental y Condecoración Colegio Médico de San Andrés y Providencia.
Tuvo diez hijos, de los cuales destaca el representante a la Cámara Julio Gallardo Archbold.